# Campeonato Carioca 1924
In 1924 werd het negentiende Campeonato Carioca gespeeld voor voetbalclubs uit de toen nog Braziliaanse hoofdstad Rio de Janeiro. Er was een schisma in het voetbal in Rio door de discriminerende houding van de aristocratische clubs Flamengo, Fluminense, Botafogo en America ten opzichte van Afro-Brazilianen. Zij verlieten de competitie en richtten de nieuwe bond AMEA op. Vasco da Gama was de enige club van betekenis die in de LMDT bleef spelen. De voetbalbond stond aan de kant van de racistische clubs en erkende dit kampioenschap als het officiële. Jaren later werd ook het kampioenschap van de LMDT als officieel erkend. 
De competitie van de LMDT werd gespeeld van 25 mei tot 2 november, Vasco da Gama werd kampioen. De competitie van de AMEA werd gespeeld van 4 mei tot 19 oktober, Fluminense werd kampioen. 

## LMDT
| Plaats | Club          | Wed. | W  | G | V  | Saldo | Ptn. |
| ------ | ------------- | ---- | -- | - | -- | ----- | ---- |
| 1.     | Vasco da Gama | 14   | 14 | 0 | 0  | 40:9  | 28   |
| 2.     | Andarahy      | 14   | 10 | 2 | 2  | 44:17 | 22   |
| 3.     | Villa Isabel  | 14   | 7  | 2 | 5  | 29:15 | 16   |
| 4.     | River         | 14   | 5  | 3 | 6  | 20:25 | 13   |
| 5.     | Carioca       | 14   | 4  | 4 | 6  | 18:21 | 12   |
| 6.     | Mackenzie     | 14   | 3  | 2 | 9  | 23:38 | 8    |
| 6.     | Mangueira     | 14   | 3  | 2 | 9  | 12:28 | 8    |
| 8.     | Palmeiras     | 14   | 1  | 3 | 10 | 16:49 | 5    |

|  | Kampioen                 |
|  | Naar degradatie play-off |

## AMEA
| Plaats | Club             | Wed. | W  | G | V  | Saldo | Ptn. |
| ------ | ---------------- | ---- | -- | - | -- | ----- | ---- |
| 1.     | Fluminense       | 14   | 12 | 1 | 1  | 54:19 | 25   |
| 2.     | Flamengo         | 14   | 10 | 2 | 2  | 44:21 | 22   |
| 3.     | São Cristóvão AC | 14   | 6  | 4 | 4  | 30:25 | 16   |
| 4.     | Botafogo         | 14   | 7  | 1 | 6  | 24:20 | 15   |
| 5.     | Bangu            | 14   | 6  | 1 | 7  | 38:39 | 13   |
| 6.     | America          | 14   | 4  | 2 | 8  | 21:34 | 10   |
| 7.     | Hellênico        | 14   | 4  | 1 | 9  | 26:37 | 9    |
| 8.     | Brasil           | 14   | 1  | 0 | 13 | 22:64 | 2    |

|  | Kampioen                 |
|  | Naar degradatie play-off |

### Kampioen
| Campeonato Carioca de 1924 LMDT   |
| Rio de Janeiro                    |
| --------------------------------- |
| VASCO DA GAMA Kampioen (2° titel) |

| Campeonato Carioca de 1924 AMEA |
| Rio de Janeiro                  |
| ------------------------------- |
| FLUMINENSE Kampioen (9° titel)  |